# 채제공 초상 일괄
채제공 초상 일괄(蔡濟恭 肖像 一括)은 조선 후기의 문신으로 사도세자의 신원 등 자기 정파의 주장을 충실히 지키면서 정조의 탕평책을 추진한 핵심적 인물인 채제공의 초상화이다. 2006년 12월 29일 대한민국의 보물 제1477호로 지정되었다.

## 개요
수원시 소장 <시복본(1792년작)>은 채제공 73세상으로 사모에 관대를 한 옅은 분홍 색의 관복 차림에 손부채와 향낭을 들고 화문석에 편하게 앉은 전신좌상이다. 우측 상단에 '聖上 十五年 辛亥(1791) 御眞圖 寫後 承 命摸像 內入 以其餘本 明年 壬子 (1792) 粧'이라고 쓰여 있고, 그 아래 '畵者 李命基'라고 밝혀 놓았다. 이어서 우측 상단에 채제공이 직접 쓴 자찬문이 있다.
시의 내용대로 정조로부터 부채와 향낭을 선물받은 기념을 표시하기 위해서인 듯 손을 노출시켜 부채와 향낭을 들고 있는 모습으로 연출되었다. 수원시에 함께 소장 되어 있는 유지 초본 3점 또한 중요한 자료이며 향낭도 함께 남아 있다.
<금관조복본(1784년작)>은 65세 때 초상으로 왼편에 채제공의 자찬문을 이정운(李 鼎運 1743-?)이 썼다. 서양화법을 따른 명암법을 적절히 구사하여 얼굴을 사실적으로 묘사했으며, 장식적인 금관조복을 금박, 선명한 채색, 명암법 등으로 화려하게 표현했다. 사실성과 장식성을 어우러지게 하여 조선 초상화의 뛰어난 수준을 잘 보여준다. 누가 그렸는지 밝혀져 있지 않으나 입체감이 두드러진 안면과 옷주름의 표현, 그리고 바닥의 화문석 표현기법으로 볼 때 이명기가 그렸을 것으로 추정된다.
<흑단령포본>은 오사모에 쌍학흉배의 흑단령포를 입은 전신의좌상으로 본래 夫餘 道江影堂에 모셔져 있던 것이다. 그 안면의 기색으로 볼 때 부여본은 앞에 살펴본 73 세상과 흡사하다. 안면과 옷주름의 입체감 표현, 투시도법에 의한 화문석과 족좌와 의자의 사선배치는 역시 이명기의 초상화법이다.
조선후기 채제공이 차지하는 역사적 위상이 높으며 초상화를 그린 이명기의 회화적 수준 역시 당대의 최고로 꼽힌다. 게다가 <채제공영정> 일괄(시복본금관조복본흑 단령포본)은 조선후기 문인 초상화의 각종 유형을 다 갖추고 있고 유지초본까지 전하여 조선시대 초상화 연구에 학술적 가치도 높다. 초상과 아울러, 정조에게 하사받은 것으로 추정되는 향낭과 영정함도 일괄로 지정 예고한다.

## 참고 자료
- 채제공 초상 일괄 - 국가유산청 국가유산포털